# Fengle (köpinghuvudort i Kina, Hubei Sheng, lat 31,47, long 112,47)
Fengle är en köpinghuvudort i Kina. Den ligger i provinsen Hubei, i den centrala delen av landet, omkring 200 kilometer nordväst om provinshuvudstaden Wuhan. Antalet invånare är 64 531. Befolkningen består av 31 922 kvinnor och 32 609 män. Barn under 15 år utgör 12,0 %, vuxna 15-64 år 77 %, och äldre över 65 år 10,0 %.
Runt Fengle är det ganska tätbefolkat, med 230 invånare per kvadratkilometer. Närmaste större samhälle är Huji, 15,4 km väster om Fengle. Trakten runt Fengle består till största delen av jordbruksmark.
Genomsnittlig årsnederbörd är 1 100 millimeter. Den regnigaste månaden är augusti, med i genomsnitt 175 mm nederbörd, och den torraste är december, med 15 mm nederbörd.